# Texananus longipennis
Texananus longipennis är en insektsart som beskrevs av Crowder 1952. Texananus longipennis ingår i släktet Texananus och familjen dvärgstritar. Inga underarter finns listade i Catalogue of Life.